# Nader Mashayekhi

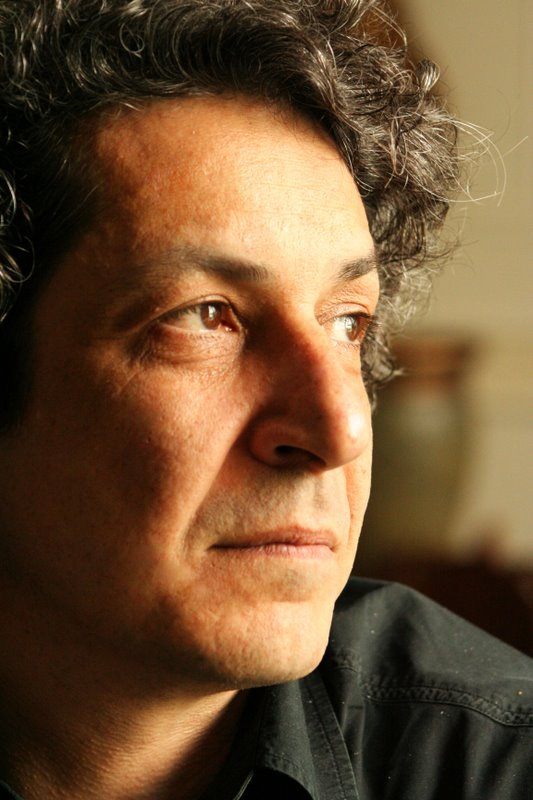
Nader Mashayekhi, 2006

Nader Mashayekhi (* 26. November 1958 in Teheran) ist ein iranischer Komponist und Dirigent.
Der Sohn des Schauspielers Jamshid Mashayekhi absolvierte eine Ausbildung in den Fächern Klavier und Komposition am Konservatorium von Teheran. 1978 ging er nach Wien und studierte an der Universität für Musik und darstellende Kunst bis 1987 Komposition bei Roman Haubenstock-Ramati, Dirigieren bei Richard Oesterreicher und elektroakustische Musik bei Dieter Kaufmann.
1989 gründete er das Ensemble Wien 2001 (heute: Ensemble Wien 21. Jahrhundert), das in seinen Programmen historische mit avanciert zeitgenössischen Werken konfrontiert. Daneben wirkte er auch in multimedialen Projekten mit wie exposé für Ensemble mit Videoprojektionen und der Multimedia-Oper Malakut von Andrea Zschunke nach einer Novelle von Bahrem Sadeghi (1997).
1998 kehrte er erstmals in den Iran zurück, um die Leitung des Sinfonieorchesters von Teheran zu übernehmen. Als problematisch stellten sich die Hörgewohnheiten des iranischen Publikums heraus, das Musik als interaktives Ereignis sah und es nicht kannte, (klassische) Musik passiv aufzunehmen. Daher ging Mashayekhi wieder zurück nach Wien. 2007 gründete er dann in Teheran das Junge Philharmonische Orchester Teheran, mit dem er u. a. Werke von John Cage, Arvo Pärt und Morton Feldman aufführte.
Als Komponist zeigt sich Mashayekhi von seinem Lehrer Haubenstock-Ramati beeinflusst, insbesondere auch durch die Erweiterung der Notation seiner Werke durch unkonventionelle Elemente wie stilisierte persische Schriftzeichen. 2020 wurde er beim 35. Fajr Music Festival für sein Lebenswerk ausgezeichnet. Mashayekhi ist mit der österreichischen Flötistin Gisela Mashayekhi-Beer verheiratet.